# Danny the Dog
Ne pas confondre avec Danny Dog, personnage secondaire de la série d'animation Peppa Pig.
Pour plus de détails, voir Fiche technique et Distribution.
Danny the Dog ou Enchaîné au Québec (Unleashed dans certains pays anglophones), est un film britannico-franco-américain réalisé par Louis Leterrier et sorti en 2005. Écrit par Luc Besson, il met en scène Jet Li, Bob Hoskins, Morgan Freeman et Kerry Condon.
Le film suit Bart (Bob Hoskins) qui est un homme peu scrupuleux dont la principale méthode de persuasion implique Danny (Jet Li), un homme avec la mentalité d'un enfant qu'il a recueilli après avoir tué sa mère ; lorsque le collier en métal qu'il porte autour du cou est enlevé par Bart, Danny devient un inarrêtable combattant puissant et violent. Mais lorsque le collier est autour de son cou, Danny est sans défense, passif, peu sociable et est constamment maltraité par son maître Bart.
Le film a été commercialisé en France le 2 février 2005, à Hong Kong le 12 février 2005, aux États-Unis le 13 février 2005 et au Royaume-Uni le 19 août 2005.

## Synopsis
Bart, un usurier vicieux résidant à Glasgow, utilise son garde du corps, Danny, pour attaquer violemment les clients non conformes. Bart a élevé et formé Danny pour qu'il soit un chien d'attaque et utilise un collier en métal autour du cou de Danny pour le contrôler. une fois le collier enlevé, Danny devient une  véritable machine à tuer. Une fois en place, cependant, le collier rend Danny docile et inoffensif, développant très peu de connaissances sur la façon d'agir en tant que personne socialisée.
Alors que le tour du collier avec Danny commence à échouer en raison de ses limites inhérentes, un chef du crime approche Bart avec un accord commercial, offrant à ce dernier un prix en argent considérable en échange de la victoire de Danny et de la survie à des matchs à mort organisés dans un ring de combat souterrain. Après que Danny a facilement remporté le premier combat, cependant, Bart a un accident avec un autre gangster et est laissé pour mort après une fusillade. Danny survit et se réfugie dans un entrepôt d'antiquités, où il s'évanouit à cause de ses blessures. Sam, un accordeur de piano aveugle, l'emmène chez lui. Avec sa belle-fille Victoria, Sam soigne les blessures de Danny et l'accueille chaleureusement dans leur famille. Danny apprend lentement à être un homme civilisé et abandonne sa nature violente, surtout après que Victoria lui a retiré son collier. Il développe aussi, curieusement, un intérêt pour la musique sur le piano du vieil homme aveugle et commence à utiliser des souvenirs dispersés pour essayer de se souvenir de son passé, en particulier de sa mère.
Des semaines plus tard, Sam informe Danny de son retour à New York, d'où lui et Victoria sont originaires. Il invite Danny, lui disant qu'ils le considèrent comme un membre de la famille, et Danny accepte avec joie. Cependant, alors qu'il fait ses courses seul, Danny rencontre le bras droit de Bart, Lefty, qui révèle que Bart est toujours en vie. Lefty le ramène à l'enceinte de Bart, et Danny lui demande s'il connaissait sa mère. Bart nie la connaître et remet un nouveau collier à Danny avant de l'emmener sur le ring. Danny refuse de se battre, insistant sur le fait qu'il ne veut plus blesser les gens, forçant un Bart livide à le pousser dans la fosse. Danny a d'abord du mal à se défendre contre ses quatre adversaires mais finit par les vaincre tous pour sauver sa propre vie; cependant, il refuse de les tuer, au grand dam de Bart. Ce dernier ramène Danny dans leur enceinte et le jette dans sa cellule. Cependant, Danny se faufile et regarde les vieilles photographies de Bart, trouvant celle d'une personne qui ressemble à sa mère. Danny confronte avec colère Bart pour exiger des réponses, mais Bart répond simplement que sa mère était une prostituée qui est partie depuis longtemps.
Danny parvient à s'échapper de Bart le lendemain matin et retourne vers Sam et Victoria, leur disant où il était et ce qu'il a appris. Avec l'aide de ces nouveaux amis, Danny retrouve des souvenirs de son enfance: sa mère était une étudiante en musique qui s'est offerte à Bart pour obtenir de l'argent pour payer ses cours tout en lui cachant Danny à l'époque. Cela s'est terminé lorsque Bart l'a abattue lorsqu'elle l'a finalement défié, et Bart a élevé Danny depuis.
Bart et un groupe de voyous arrivent à l'immeuble de Sam pour capturer Danny. Danny cache Sam et Victoria dans leur placard et sort pour les combattre. Il  continue d'affronter et de battre furieusement Bart, cependant que Sam et Victoria le supplient Danny de ne plus tuer; cependant, un Bart vaincu ordonne à Danny le contraire ajoutant qu'il sera toujours un animal, ce à quoi Sam répond en brisant un pot de fleurs sur la tête de Bart, lui faisant perdre connaissance. Sam, Danny et Victoria s'embrassent.
Quelque temps plus tard, Danny est avec Sam à un récital de piano au Carnegie Hall, où Victoria se prépare à jouer. Réalisant que Victoria joue ce que sa mère jouait il y a longtemps, Danny verse une larme de joie.

## Fiche technique
Sauf indication contraire, les informations mentionnées dans cette section peuvent être confirmées par la base de données cinématographiques IMDb,  présente dans la section « Liens externes ».
- Titre original français : Danny The Dog
- Titre québécois : Enchaîné
- Titre international anglophone : Unleashed[3]
- Réalisation : Louis Leterrier
- Scénario : Luc Besson et Robert Mark Kamen[4]
- Musique : Neil Davidge et Massive Attack[5]
- Direction artistique : Fiona Riddick
- Décors : Jacques Bufnoir
- Costumes : Olivier Bériot
- Photographie : Pierre Morel
- Son : Vincent Tulli, Cyril Holtz, François-Joseph Hors
- Montage : Nicolas Trembasiewicz
- Production : Luc Besson, Jet Li, Steven Chasman et Pierre-Ange Le Pogam[4]
  - Production déléguée : Bernard Grenet
  - Coproduction : Pierre Spengler
- Sociétés de production[6] :
  - Royaume-Uni : Danny the Dog Prods Ltd. et Clubdeal Ltd.
  - France : EuropaCorp, TF1 Films Production et Canal+
  - États-Unis : Rogue Pictures, Qian Yian International, Current Entertainment
- Sociétés de distribution[7] : EuropaCorp Distribution (France) ; United International Pictures (Royaume-Uni) ; Focus Features (États-Unis) ; Les Films de l'Elysée (Belgique) ; Alliance Vivafilm (Québec) ; Pathé Films AG (Suisse romande)
- Budget : 33 945 816 €[8]
- Pays de production :  Royaume-Uni,  France,  États-Unis
- Langue originale : anglais
- Format[9] : couleur - 2,35:1 (Cinémascope) - 35 mm / D-Cinema - son DTS | Dolby Digital
- Genre : thriller, drame, action
- Durée : 103 minutes
- Dates de sortie[3] :
  - France, Suisse romande : 2 février 2005[10]
  - Belgique : 9 février 2005[11]
  - États-Unis, Québec : 13 mai 2005[1]
  - Royaume-Uni : 19 août 2005
- Classification[12] :
  - France : interdit aux moins de 12 ans (CNC)[13],[Note 1]
  - Royaume-Uni : interdit aux moins de 18 ans (18 - Suitable only for adults)[14]
  - États-Unis : interdit aux moins de 17 ans (R – Restricted)[Note 2]
  - Belgique : interdit aux moins de 16 ans (KNT/ENA : Kinderen Niet Toegelaten  / Enfants Non Admis)[11],[15],[Note 3]
  - Québec : 13 ans et plus (violence) (13+ / 13 years and over)[1]
  - Suisse romande : interdit aux moins de 16 ans[16]

## Distribution
- Jet Li (VF : Xavier Thiam) : Danny
- Morgan Freeman (VF : Med Hondo) : Sam
- Bob Hoskins (VF : Gérard Boucaron) : Bart
- Vincent Regan (VF : Jean-Michel Fête) : Raffles
- Scott Adkins : l'adversaire de Danny no 2
- Kerry Condon (VF : Edwige Lemoine) : Victoria
- Michael Jenn (VF : Thibault de Montalembert) : Wyeth
- Dylan Brown (VF : Sylvain Clément) : Lefty
- Tamer Hassan (VF : Boris Rehlinger) : Georgie
- Carole Ann Wilson : Maddy
- Mike Lambert : l'étranger
- Jaclyn Tze Wey : la mère de Danny
- Scott Rider : l'entraîneur / la brute
- Georgina Chapman : la femme vulgaire no 1
- Danielle Louis Harley : la femme vulgaire no 2
- Andy Beckwith : Righty
- Michael Webber (VF : Enrique Carballido) : le boss du boxeur
- Jeffrey Rudom : boxeur géant
- Alain Figlarz : le boss du premier combat
- Maurice Chan : l'homme de main no 1
- Grégory Feurté : l'homme de main no 2
- Amadeo Cazzello : l'homme de main no 3
- Cyrille Hertel : l'homme de main no 4
- Affif Ben Badra : l'homme de main no 5
- Silvio Simac : l'adversaire de Danny no 1
- Valérie Hénin : l'adversaire de Danny no 3
- Seydina Balde : l'adversaire de Danny no 4
- Patrick Médioni : l'homme de main de raffles no 1
- Jean-François Lenogue : l'homme de main de raffles no 2
- Christian Bergner : l'homme de main de raffles no 3
- Joseph Beddelem : l'agent de sécurité de la bijouterie no 1
- Frédéric Dessains : l'agent de sécurité de la bijouterie no 2
- Carlos Bonelli : l'agent de sécurité de la bijouterie no 3
- Michel Bouis : l'agent sécurité de la bijouterie no 4
- William Cagnard : l'agent sécurité de la bijouterie no 5
- Thierry Saelens : l'agent sécurité de la bijouterie no 6
- Vincent Tulli : le combattant blessé
- Christian Gazio : l'infirmier no 1
- Matthieu Albertini : l'infirmier no 2
- Laurence Ashley : la femme de la douche

## Production
Le rôle de Bart était écrit spécialement pour Albert Finney qui le refusa pour tourner Big Fish. D'autres acteurs comme Billy Connolly, Michael Caine, Anthony Hopkins et Brian Cox furent approchés pour le rôle jusqu'à ce que Bob Hoskins l'accepte[réf. nécessaire].
Le tournage s'est déroulé à Glasgow en Écosse et à Tourcoing en France où ont été tournées les scènes d'accidents de la Jaguar puis du Range Rover[réf. nécessaire].

## Sortie et accueil

### Accueil critique
Le film reçoit plusieurs critiques positives. Roger Ebert du Chicago Sun-Times donne 3 étoiles sur 4, expliquant que « le film est génial [...]. chaque fan de Jet Li peut y trouver son bonheur ». Le film est actuellement classé à 65 % sur Rotten Tomatoes basé sur 126 critiques (83 positives, 43 négatives).
Lors des Gérard du cinéma 2006, le film a été nommé dans trois catégories : plus mauvaise production, plus mauvaise réalisation ou « plus mauvais scénario de Luc Besson ».

### Box-office
En Amérique du Nord, ce film a été réalisé par Rogue Pictures (en) (division de Focus Features). Lors de sa première semaine de diffusion en Amérique du Nord, le film endosse un revenu de 10 900 901 dollars ce qui le place à la troisième place des films à plus gros revenu de la semaine. Il a été diffusé dans 1 957 salles de cinéma pour un revenu de 5 570 dollars par séance. Le film gagne 24,5 millions en Amérique du Nord et 26,3 millions dans le monde pour un total de 50,871,113 de dollars. Ces résultats au box-office dépassent de loin la somme attendue de 18 millions de dollars dans le box-office américain. En France, il a réalisé 757 133 entrées.

## Distinctions
Entre 2005 et 2006, Danny the Dog a obtenu deux nominations mais n'a remporté aucune récompense, :
- NRJ Ciné Awards 2005 : meilleure baston
- Bande-annonce d'or 2006 : meilleure bande-annonce de film d’action